# Jean-Luc Dehaene
Jean-Luc Dehaene (7 august 1940 – 15 mai 2014) a fost un om politic flamand, belgian. A fost prim-ministru al Belgiei între 1992 și 1999, senator belgian până în 2001 iar din 2004 este membru al Parlamentului European din partea Belgiei. 
1. ↑  Fichier des personnes décédées mirror, accesat în 3 august 2023
2. ↑  „Jean-Luc Dehaene”, Gemeinsame Normdatei, accesat în 30 decembrie 2014